# Аоки, Микио
Микио Аоки (青木幹雄, 8 июня 1934, Идзумо, Симане — 11 июня 2023) — японский политик.

## Биография
По окончании средней школы поступил в Университет Васэда, но не окончил его, поскольку стал работать секретарём кабинета при Нобору Такэсита. В последующие годы занимал ряд должностей, среди которых были секретарь министерства финансов (1991—1992) и председатель Комитета палаты по сельскому и лесному хозяйству (1994—1995).
Исполнял обязанности премьер-министра Японии с 3 по 5 апреля 2000 года, после того как Кэйдзо Обути перенёс инсульт и вскоре умер.
Скончался 11 июня 2023 года в возрасте 89 лет.